# Mücka
Mücka là một đô thị huyện Görlitz, trong bang tự do Sachsen, nước Đức. Đô thị Mücka có diện tích 24,31 km², dân số thời điểm ngày 31 tháng 12 năm 2006 là 1234 người.